# Brachyplatystoma filamentosum
Brachyplatystoma filamentosum  (лат.) — вид лучепёрых рыб из семейства пимелодовых отряда сомообразных. Обитает в бассейнах рек Амазонки и Ориноко на территории Гвианы и северо-восточной Бразилии. Максимальная зарегистрированная длина составила 360 см, обычно до 120 см; максимальная масса тела — 200 кг.

## Описание
Спина тёмная, брюхо белого цвета. Ведёт донный образ жизни. Вооружена загнутыми назад зубами, что делает её опасным хищником. 